# Toni Englert
Toni Englert (ur. 12 lipca 1988 roku w Erlabrunn) – niemiecki narciarz, specjalista kombinacji norweskiej, złoty medalista mistrzostw świata juniorów.

## Kariera
Po raz pierwszy na arenie międzynarodowej Toni Englert pojawił się 15 grudnia 2002 roku, kiedy wystartował w zawodach FIS Race w Klingenthal. Zajął wtedy 49. miejsce w sprincie. W 2006 roku wystartował Mistrzostwach Świata Juniorów w Kranju, gdzie wspólnie z kolegami z reprezentacji wywalczył złoty medal w sztafecie. Indywidualnie był ósmy w konkursie rozgrywanym metodą Gundersena oraz piętnasty w sprincie. Dwa lata później, podczas Mistrzostw Świata Juniorów w Zakopanem wystąpił tylko w sprincie, który ukończył na 25. pozycji.
W Pucharze Świata zadebiutował 14 lutego 2009 roku w Klingenthal, gdzie zajął 36. miejsce w Gundersenie. W sezonie 2008/2009 pojawił się jeszcze pięciokrotnie, ale punktów nie zdobył i nie został uwzględniony w klasyfikacji generalnej. Od tej pory startuje głównie w zawodach Pucharu Kontynentalnego, w którym odnosi większe sukcesy. Dwa razy stanął na podium zawodów tego cyklu - 17 grudnia 2008 roku w Vancouver i 28 lutego 2009 roku w Wiśle był drugi w Gundsersenie. W klasyfikacji generalnej sezonu 2008/2009 zajął ósme miejsce, co jest jego najlepszym wynikiem w PK.

## Osiągnięcia

### Mistrzostwa świata juniorów
| Miejsce | Dzień     | Rok  | Miejscowość | Konkurencja           | Wynik zwycięzcy | Strata      | Zwycięzca      |
| ------- | --------- | ---- | ----------- | --------------------- | --------------- | ----------- | -------------- |
| 8.      | 1 lutego  | 2006 | Kranj       | Gundersen HS109/10 km | 29:59.9 min     | +1:46.8 min | François Braud |
| 1.      | 3 lutego  | 2006 | Kranj       | Sztafeta HS109/4x5    | 55:42.3 min     | -           | -              |
| 15.     | 5 lutego  | 2006 | Kranj       | Sprint HS109/5 km     | 13:06.3 min     | +56.2 s     | Tom Beetz      |
| 25.     | 29 lutego | 2008 | Zakopane    | Sprint HS94/5 km      | ?               | +2:22.4 min | Tomaz Druml    |

### Puchar Świata

#### Miejsca w klasyfikacji generalnej
- sezon 2008/2009: -

#### Miejsca na podium chronologicznie
Jak dotąd Englert nie stał na podium indywidualnych zawodów Pucharu Świata.

### Puchar Kontynentalny

#### Miejsca w klasyfikacji generalnej
- sezon 2004/2005: 67.
- sezon 2005/2006: 62.
- sezon 2007/2008: 56.
- sezon 2008/2009: 8.
- sezon 2009/2010: 81.

#### Miejsca na podium chronologicznie
| Nr | Data            | Miejscowość | Konkurencja           | Wynik zwycięzcy | Pozycja | Strata  | Zwycięzca        |
| -- | --------------- | ----------- | --------------------- | --------------- | ------- | ------- | ---------------- |
| 1. | 17 grudnia 2008 | Vancouver   | Gundersen HS106/10 km | 27:19.5 min     | 2.      | +36.0 s | Todd Lodwick     |
| 2. | 28 lutego 2009  | Wisła       | Gundersen HS134/10 km | 27:31.2 min     | 2.      | +16.5 s | Håvard Klemetsen |